# San Diego Film Critics Society Award per il migliore regista

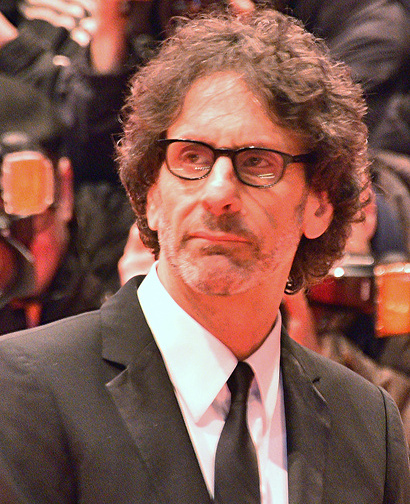
Joel Coen è il primo vincitore del premio con il film Fargo nel 1996

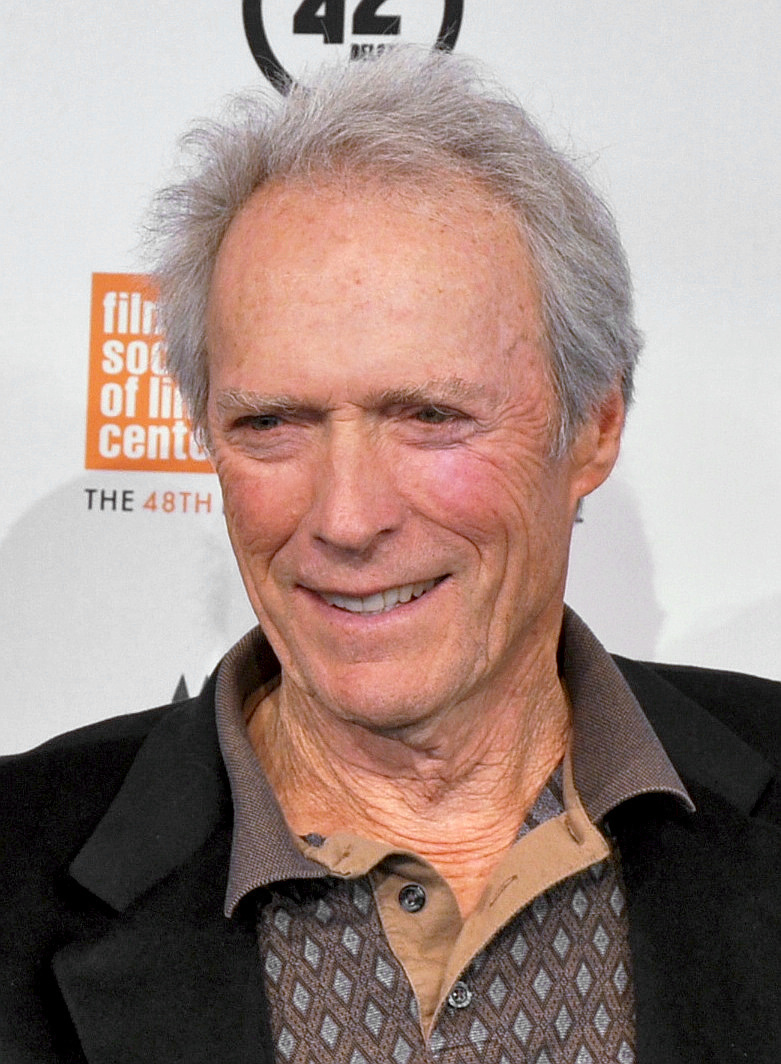
Clint Eastwood è l'unico regista ad avere conquistato il premio due volte, per la regia di Million Dollar Baby e Lettere da Iwo Jima

Il San Diego Film Critics Society Award per il migliore regista (San Diego Film Critics Society Award for Best Director) è un premio assegnato nell'ambito del San Diego Film Critics Society Awards dal 1996 al migliore regista di una pellicola cinematografica.

## Vincitori e candidati
I vincitori sono indicati in grassetto, a seguire gli altri candidati.

### Anni 1990-1999
- 1996: - Joel Coen - Fargo
- 1997: - Curtis Hanson - L.A. Confidential
- 1998: - John Madden - Shakespeare in Love
- 1999: - David Lynch - Una storia vera (The Straight Story)

### Anni 2000-2009
- 2000: - Cameron Crowe - Quasi famosi (Almost Famous)
- 2001: - Terry Zwigoff - Ghost World
- 2002: - Jill Sprecher – Tredici variazioni sul tema (Thirteen Conversations About One Thing)
  - Spike Jonze – Il ladro di orchidee (Adaptation)
- 2003: - Peter Jackson - Il Signore degli Anelli - Il ritorno del re (The Lord of the Rings: The Return of the King)
- 2004: - Clint Eastwood - Million Dollar Baby
- 2005: - Bennett Miller - Truman Capote - A sangue freddo (Capote)
- 2006: - Clint Eastwood - Lettere da Iwo Jima (Letters from Iwo Jima)
- 2007: - Paul Thomas Anderson – Il petroliere (There Will Be Blood)
  - Joel ed Ethan Coen – Non è un paese per vecchi (No Country for Old Men)
- 2008: - Danny Boyle - The Millionaire (Slumdog Millionaire)
- 2009: - Quentin Tarantino – Bastardi senza gloria (Inglourious Basterds)
  - Kathryn Bigelow – The Hurt Locker
  - James Cameron – Avatar
  - Joel ed Ethan Coen – A Serious Man
  - Tom Ford – A Single Man
  - Jason Reitman – Tra le nuvole (Up in the Air)

### Anni 2010-2019
- 2010: - Darren Aronofsky – Il cigno nero (Black Swan)
  - Danny Boyle – 127 ore (127 Hours)
  - David Fincher – The Social Network
  - Debra Granik – Un gelido inverno (Winter's Bone)
  - Christopher Nolan – Inception
- 2011: - Nicolas Winding Refn – Drive
  - Woody Allen – Midnight in Paris
  - Michel Hazanavicius – The Artist
  - Terrence Malick – The Tree of Life
  - Martin Scorsese – Hugo Cabret
- 2012: - Ben Affleck – Argo
  - Paul Thomas Anderson – The Master
  - Kathryn Bigelow – Zero Dark Thirty
  - Ang Lee – Vita di Pi (Life of Pi)
  - David O. Russell – Il lato positivo - Silver Linings Playbook (Silver Linings Playbook)
- 2013: - Alfonso Cuarón – Gravity
  - Destin Cretton – Short Term 12
  - Joel ed Ethan Coen – A proposito di Davis (Inside Llewyn Davis)
  - Spike Jonze – Lei (Her)
  - Steve McQueen – 12 anni schiavo (12 Years a Slave)
- 2014: - Dan Gilroy - Lo sciacallo - Nightcrawler (Nightcrawler)
  - Wes Anderson - Grand Budapest Hotel (The Grand Budapest Hotel)
  - David Fincher - L'amore bugiardo - Gone Girl (Gone Girl)
  - Alejandro González Iñárritu - Birdman
  - Richard Linklater - Boyhood
- 2015: - George Miller – Mad Max: Fury Road
  - Lenny Abrahamson – Room
  - John Crowley – Brooklyn
  - Alejandro G. Iñárritu – Revenant - Redivivo (The Revenant)
  - Tom McCarthy – Il caso Spotlight (Spotlight)
- 2016: - David Mackenzie – Hell or High Water
  - Damien Chazelle – La La Land
  - Tom Ford – Animali notturni (Nocturnal Animals)
  - Barry Jenkins – Moonlight
  - Kenneth Lonergan – Manchester by the Sea
- 2017: - Greta Gerwig - Lady Bird
  - Christopher Nolan - Dunkirk
  - Guillermo del Toro - La forma dell'acqua - The Shape of Water (The Shape of Water)
  - Jordan Peele - Scappa - Get Out (Get Out)
  - Martin McDonagh - Tre manifesti a Ebbing, Missouri (Three Billboards Outside Ebbing, Missouri)
- 2018: - Debra Granik - Senza lasciare traccia (Leave No Trace)
  - Bo Burnham - Eighth Grade
  - John Krasinski - A Quiet Place - Un posto tranquillo (A Quiet Place)
  - Peter Farrelly - Green Book
  - Yorgos Lanthimos - La favorita (The Favourite)
- 2019: - Josh e Benny Safdie - Diamanti grezzi (Uncut Gems)
  - Noah Baumbach - Storia di un matrimonio (Marriage Story)
  - Sam Mendes - 1917
  - Martin Scorsese - The Irishman
  - Quentin Tarantino - C'era una volta a... Hollywood (Once Upon a Time... in Hollywood)

### Anni 2020-2029
- 2020: - Chloé Zhao - Nomadland
  - Darius Marder - Sound of Metal
  - Kelly Reichardt - First Cow
  - Aaron Sorkin - Il processo ai Chicago 7 (The Trial of the Chicago 7)
  - Florian Zeller - The Father - Nulla è come sembra (The Father)
- 2021: - Jane Campion - Il potere del cane (The Power of the Dog)
  - Kenneth Branagh - Belfast
  - Guillermo del Toro - La fiera delle illusioni - Nightmare Alley (Nightmare Alley)
  - Maggie Gyllenhaal - La figlia oscura (The Lost Daughter)
  - Denis Villeneuve - Dune
- 2022: - Daniel Kwan e Daniel Scheinert - Everything Everywhere All at Once
  - Steven Spielberg - The Fabelmans
  - Edward Berger - Niente di nuovo sul fronte occidentale (Im Westen nichts Neues)
  - Todd Field - Tár
  - Martin McDonagh - Gli spiriti dell'isola (The Banshees of Inisherin)
- 2023: - Martin Scorsese - Killers of the Flower Moon
  - Greta Gerwig - Barbie
  - Kelly Fremon Craig - Ci sei Dio? Sono io, Margaret (Are You There, God? It's Me, Margaret)
  - Cord Jefferson - American Fiction
  - Christopher Nolan - Oppenheimer
- 2024: - Denis Villeneuve - Dune - Parte due (Dune: Part Two)
  - Greg Kwedar - Sing Sing
  - Edward Berger - Conclave
  - Brady Corbet - The Brutalist
  - Coralie Fargeat - The Substance